# Філатов Нил Федорович
Нил Фе́дорович Філа́тов (16 квітня 1847, село Михайловка, нині Республіка Мордовія — 8 лютого 1902, Москва) — російський педіатр. Один з основоположників російської педіатрії. Дядько офтальмолога Володимира Філатова.
Праці присвячено вивченню нервових і гострих інфекційних захворювань у дітей.

## Біографія
Спеціальну медичну освіту Філатов здобув у Московському університеті. Спершу земський лікар, Нил Федорович потім за кордоном спеціально вивчав дитячі хвороби. Ступінь доктора медицини він здобув у 1876 р. за дисертацію «Про стосунок бронхіту до гострої катаральної пневмонії», а через рік — звання приват-доцента дитячих хвороб.
Працюючи в дитячій лікарні в Москві, він притягав багато слухачів, студентів і лікарів. Тут він відокремив у низці статей кілька нових для Російської імперії медичних понять: скарлатинозна краснуха, інфекційний мононуклеоз, одну з ранніх ознак кору (плями Філатова-Копліка). Результатом систематизації спостережень і висновків Філатова були кілька підручників, які витримали в короткий термін багато видань; найбільш блискучі праці його — «Семіотика і діагностика дитячих хвороб», «Лекції про відкриті інфекційні хвороби в дітей», «Клінічні лекції». Посібники ці всі перекладені на німецьку мову, а деякі з них на французьку, італійську, чеська та угорська мови. Спільно з Г. Н. Габричевським широко запровадив лікування дифтерії антитоксичною сироваткою.
Нил Федорович був пристрасним шахістом. Він став щодня приходити додому з лікарні досить пізно. Дружина вчинила йому допит. І він покаявся. «Я йшов вже, оглянувши хворого, і бачу: сидить гімназист і сам з собою партію в шахи грає. А ну-ка, кажу, постав фігури — я з тобою зіграю. Думаю: обігравши його у кілька хвилин та й піду. А він мені мат закотив. На другий день — знову мат. Я на третій день уже не мимохідь граю, а навмисне приїхав раніше, граю з усієї сили, а він мені знову шах і мат. І на четвертий день — все шах і мат». Гімназистом був майбутній чемпіон світу Олександр Альохін.

## Пам'ять
31 грудня 1834 року у Санкт-Петербурзі з ініціативи лейб-медика М. Ф. Арендта під патронажем імператора Миколи I в будинку Олів'є недалеко від моста була відкрита перша в Росії педіатрична лікарня — Імператорська Миколаївська дитяча лікарня — сучасна інфекційна лікарня № 18 імені Н. Ф. Філатова. З 1996 року це дитяча інфекційна лікарня № 5 імені Філатова, вона базується на Бухарестській вулиці. Це найбільший дитячий стаціонар міста.
З 1922 року ім'я Філатова носить дитяча міська клінічна лікарня № 13 (Філатовська) — перша в місті дитяча лікарня (колишня Софійська), відкрита 6 грудня 1842 року на Малій Бронній вулиці в Москві. Після пожежі 1883 року лікарня переїхала на сучасну ділянку на Садово-Кудринській вулиці. Філатовська лікарня в Вихіно (№ 15) названа на честь однофамільця Ніла Федоровича, Олега Михайловича Філатова.
Ім'я Н. Ф. Філатова носить Пензенська обласна дитяча клінічна лікарня (м. Пенза, вул. Бекеська, 43). У 1989 році у дворі цієї лікарні встановлено пам'ятник науковцю (скульптор — В. Г. Курдов).